# Kalshang Dolma Rangeard
Kalshang Dolma Rangeard est une Tibétaine née en 1968 en Inde, militante de la cause tibétaine, qui s’est engagée en politique lors des élections européennes de 2009. 

## Jeunesse
Kalshang Dolma Rangeard est née en 1968 à Kalimpong de parents tibétains nés en Inde. Ses parents se sont exilés en Inde en 1960 dans l'État indien de l’Orissa, à la suite de l'Intervention militaire chinoise au Tibet (1950-1951). Elle a étudié dans l'Orissa et à Darjeeling. Pendant deux ans, Kalshang Dolma Rangeard a travaillé pour le Bureau du Tibet, au Népal, sous la direction de Chope Paljor Tsering, aujourd'hui membre du gouvernement tibétain en exil. Elle est l'un des membres fondateurs de l'association Tashi Delek Bordeaux, dont les statuts ont été adoptées en septembre 2008, et dont elle est devenue présidente d'honneur.
Mariée à un Français, Kalshang Dolma Rangeard est réfugiée politique en France, et réside à Bordeaux depuis 1991.

## Engagement politique
Aux élections européennes de 2009, Kalshang Dolma Rangeard a rejoint la liste Sud-Ouest d'Europe Écologie menée par José Bové, où elle apparaît symboliquement en dernière position. Elle a vivement critiqué Jean-Luc Mélenchon, le candidat du Front de gauche qui « défend le régime chinois sans savoir comment le pouvoir traite son peuple et les Tibétains ». 
Elle est la première femme tibétaine qui s’engage dans les élections européennes.